# Хитон-Харрис, Крис
Кристофер Хитон-Харрис (англ. Christopher Heaton-Harris; род. 28 ноября 1967, Эпсом) — британский политик, парламентский секретарь Казначейства и главный парламентский организатор большинства в Палате общин (2022). Министр по делам Северной Ирландии (2022—2024).

## Биография

### Ранние годы
Окончил Вулверхэмптонский университет.
Управлял семейной компанией по оптовой торговле фруктами и овощами.

### Политическая карьера
Возглавлял Европейскую исследовательскую группу (объединение евроскептически настроенных консерваторов), в 1999 году избран от Восточного Мидленда в Европейский парламент (занял там должность главного парламентского организатора консерваторов), в 2010 году стал депутатом Палаты общин от избирательного округа Давентри.
В 2015 году переизбран в своём округе с убедительным результатом 58,2 % против 18,1 % у сильнейшей из соперников — лейбористки Абигейл Кэмпбелл (Abigail Campbell).
8 июня 2017 года новые выборы принесли Хитон-Харрису новый успех — теперь он получил 63,7 % голосов, победив лейбориста Эйдена Рэмси(Aiden Ramsey), которого поддержали 24,7 % избирателей.
В октябре 2017 года разослал по британским университетам запрос с просьбой сообщить имена профессоров, читающих лекции о выходе Великобритании из Евросоюза, горячим сторонником которого является Хитон-Харрис, вызвав шквал обвинений в маккартизме и намерении цензурировать учебный курс (объяснил свои действия желанием организовать открытый и свободный диалог сторонников разных точек зрения на данную тему).
В 2018 году назначен на младшую министерскую должность, получив в своё ведение вопросы выхода из ЕС, но 3 апреля 2019 года ушёл в отставку, не согласившись с решением премьер-министра Терезы Мэй согласовывать политику Брэкзита с лидером лейбористов Джереми Корбином.
25 июля 2019 года, на следующий день после формирования правительства Бориса Джонсона, премьер-министр закрыл второстепенные вакансии, в том числе назначив Хитон-Харриса младшим министром транспорта.
Выборы в декабре 2019 года позволили Хитон-Харрису продемонстрировать стабильность — он набрал 64,6 % голосов, а лейборист Пол Джойс (Paul Joyce) — 19,1 %.
19 декабря 2021 года занял пост младшего министра по европейским делам при министре иностранных дел Лиз Трасс.

### Деятельность в консервативных правительствах
8 февраля 2022 года в ходе серии кадровых перемещений во втором кабинете Джонсона назначен парламентским секретарём Казначейства и парламентским организатором большинства в Палате общин, впервые получив право участвовать в заседаниях Кабинета.
6 сентября 2022 года при формировании правительства Лиз Трасс получил портфель министра по делам Северной Ирландии.
25 октября 2022 года по завершении правительственного кризиса был сформирован кабинет Риши Сунака, в котором Хитон-Харрис сохранил прежнюю должность.
5 июля 2024 года после поражения консерваторов на парламентских выборах было сформировано лейбористское правительство Кира Стармера, в котором преемником Хитон-Харриса стал Хилари Бенн.